# 카르카손 (보드 게임)

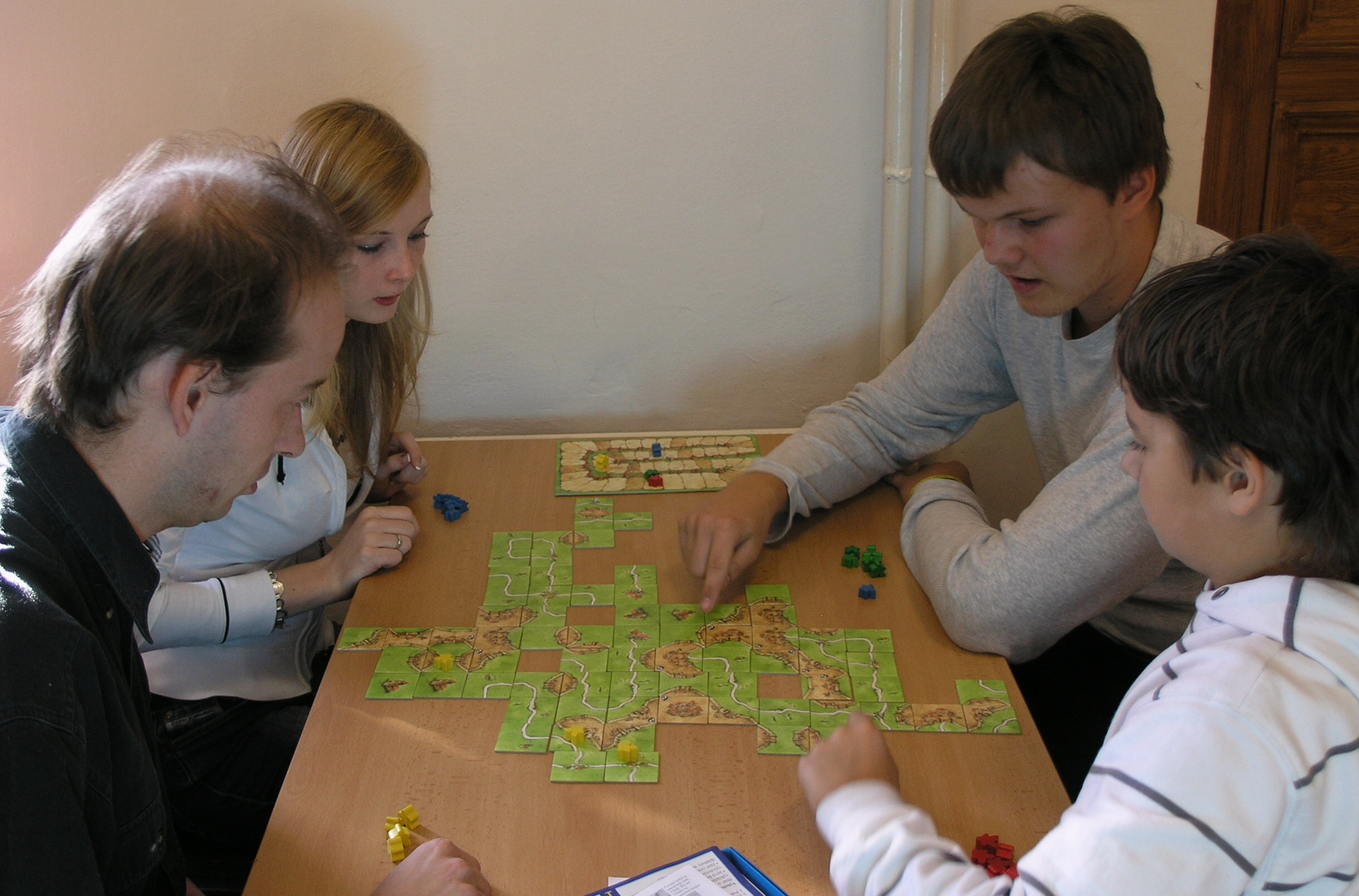
카르카손 게임

카르카손은 2~5명 플레이어들을 위한 타일 놓기 형식의 독일식 보드 게임으로, '클라우스위르겐 브레데(Klaus-Jurgen Wrede)'이 디자인했으며, ‘한스 임 글뤽(Hans im Gluck)사가 2000년에 독일어로, 리오 그란데 게임(Rio Grande Games, 2012년까지)'사 및'제트 맨 게임(Z-Man Games, 현재)'사가 영어로 출판했다. 2001년에 '올해의 게임상(Deutscher Spiele Preis)' 및 '독일 게임상(Deutscher Spielepreis)'을 받았다. 카르카손은 프랑스 남부에 있는 중세 시대의 요새 마을의 이름을 따서 지어졌으며 성벽으로도 유명하다. 이 게임은 확장판 및 파생판과 PC, 콘솔, 모바일 버전을 낳았다.

## 게임 플레이
게임 보드는 플레이어들이 게임을 진행하면서 만든 중세의 풍경이다. 이 게임은 타일 한 개를 앞면이 위로 향하게 해서 시작하며, 71개의 나머지 타일들은 뒤집어서 섞은 후 플레이어들이 뽑도록 한다. 각 차례마다 플레이어들은 타일을 새로 뽑아서 이미 배치된 타일들 옆에 놓는다.  각 타일들은 도로, 들판, 도시 등 그림을 갖고 있으며, 그 그림을 확장하는 방식으로 새 타일을 놓는다.  예를 들어, 도로는 도로를, 들판은 들판을, 도시는 도시를 연결해야 한다.
새로운 타일을 배치한 후, 그 타일을 배치한 플레이어는 추종자라고 불리는 조각(이하 '미플(meeple)' 미플은 보드게임에서 플레이어의 토큰으로 사용되는 사람 모양을 한 작은 조각을 일컫는다.)을 새로 놓은 타일의 속성 위에 배정할지를 정한다.  이미 다른 플레이어가 차지한 속성을 확장하거나 연결하는 타일의 그림에는 미플을 사욯할  수 없다.  그러나, 다른 플레이어들이 차지한 그림들은 그 그림들을 연결하는 타일들의 후속 배치에 의해서 공유될 수 있다. 예를 들면, 각각 미플을 가지고 있는 두 개의 들판 타일들을 다른 타일로 연결할 수 있다.
마지막 타일을 놓으면 게임은 끝난다. 이 때,  그림들 위에 미플을  놓은 플레이어들은 점수를 획득하며, 가장 높은 점수를 가진 플레이어가 승리한다.

## 득점
플레이어들의 차례에 들판을 제외한, 도시, 도로, 수도원은 완료된 즉시 점수를 얻는다; 즉, 도시와 도로는 확장될 수 있는 가장자리들이 없으면, 수도원은 8개의 타일들로 둘러싸이면 완료된 것이다. 게임 끝에, 남아있는 타일들이 없으면, 완성되지 않은 그림들도 채점되며, 그 완성되지 타일 그림에 미플을 놓은 플레이어들은 점수를 얻는다. 이 때, 한 그림에 여러 플레이어들이 있으면, 그림 위에 가장 많은 미플을 가진 플레이어들에게 점수가 부여된다. 일반적으로 (표 참조) 점수는 그림으로 둘러싸인 타일들의 수로 지급한다; 수도원들은 이웃한 타일들로,  들판들은 완성된 도시들의 수로 점수를 획득한다.
그림에 점수가 매겨지면,  그 그림 안에 있는 모든 미플들은 그 소유자들에게 반환된다.
| 그림   | 게임 동안에                 | 게임 끝에                        |
| ------ | --------------------------- | -------------------------------- |
| 도시   | 타일 당 2점 + 패넌트 당 2점 | 타일 당 1점 + 패넌트 당 1점      |
| 도로   | 타일 당 1점                 | 타일 당 1점                      |
| 수도원 | 1점 + 각 주변 타일 당 1점   | 1점 + 각 주변 타일 당 1점        |
| 들판   | 점수 없음                   | 들판을 경계로 완성된 도시 당 3점 |

## 이전 버전
카르카손에는 구판이 두 개 있으며, 도시와 들판의 점수 매김이 다르다. 최근까지 출시된 카르카손 영문 판들에 초판 채점 규칙이 포함돼 있으며, 모든 판들(Xbox 360 및 여행 버전 포함)에 제 3판 규칙이 포함되어 모든 언어로 확장된 것으로 추정된다.
초판 및 제 2 판에서는 두 개의 타일로 덮여 완성된 도시는 2점(타일 한 개 당 1점)과 그 도시안에 있는 패넌트의 수만큼 추가 점수를 매겼다.
카르카손 판본들의 득점 규칙 중 가장 큰 차이점은 들판의 득점 방식이다. 초판에서 도시에 인접한 미플의 수가 가장 큰 플레이어에게 그 도시와 관련해 4점이 주어졌다. 그러므로 다른 들판들의 미플들이 도시의 득점에 기여했고 들판의 미플들이 여러 도시의 득점에 기여할 수 있다. 제 2판에서는 다른 들판들을 별도로 여겼다;  비록 완성된 도시에 점수가 매겨졌어도, 들판에서 가장 많은 미플을 가진 플레이어가 들판에 인접한 도시 당 3점을 득점했다. 제 3판에서 이러한 예외들을 제외하고 다른 그림들과 동일한 득점 방식을 도입했다.

## 전술적 고려 사항
카르카손은 많은 보드게임 플레이어들이 새로운 플레이어들에게 보드게임을 소개하는'게임의 길목'으로 여길 만큼 훌륭하다.
규칙은 간단하다. 아무도 제거되지 않으며 플레이도 빠르다. 확장팩 없이하는 게임은 약 45분 정도 소요된다. 게임에 행운 요소들이 있으나, 좋은 전술이 승리의 기회를 향상시킨다. 전술의 예로 다음을 포함한다.
- 미플 절약하기 각 플레이어는 7개의 미플을 가지고 있으며, 쉽게 소진할 수 있다. 각 플레이어는 게임 동안에 더 많은 타일을 플레이할 수 있기 때문에 플레이어가 적을 수록 중요하다.

- 다른 플레이어들이 차지한 그림에 참여하기  종종 큰 도로나 성 근처에 별도의 도로 또는 성 조각들을 추가 및 연결해서 상대 플레이의 작업에서 점수를 얻을 수 있다.

- 공유 방지하기 다른 플레이어들이 득점하는 것을 방지함으로써 얻을 수 있는 이점이다.

- 들판에 미플 신중하게 배치하기  적절한 들판에 있는 미플은 점수가 많을 만하다. 한 번 놓여지면 게임이 끝날 때까지 들판에 있는다.

- 상대 플레이어들의 미플들을 곤경에 빠트리기 플레이어가 어떤 타일들이 존재하는지, 또는 더 공통된지를 안다면, 상대 플레이어가 어떤 그림들을 완성하기 어렵게하거나 불가능하게 할 수 있다.

## 확장팩
규칙, 타일, 새로운 종류의 그림이 추가된 확장팩이 여러 개 출시됐다. 확장팩들은 일반적으로 서로 호환성이 있으며, 함께 플레이하면 게임의 길이를 두 배로 할 수 있다.

### 전체 확장
- 여관과 성당(Wirtshäuser und Kathedralen, 2002)
- 상인과 건축가(Händler und Baumeister", 2003)
- 용과 공주(Burgfräulein und Drache", 2005)
- 타워(Der Turm, 2006년 3월)
- 수도원과 시장(Abtei und Bürgermeister, 2007년 10월)
- 투석기(Das Katapult, 2008)
- 행운의 바퀴(Das Schicksalsrad, 2009년 7월)
- 교량, 성, 그리고 바자회(Brücken, Burgen und Basare, 2010년 2월)
- 언덕과 양(Schafe und Hügel, June 2014년 6월)

### 미니 확장
- Carcassonne — The River (Carcassonne — Der Fluss, 2001)
- Carcassonne — King and Scout (Carcassonne — König und Späher, 2003)
- Carcassonne — The Cathars (Carcassonne — Die Katharer, 2004)
- The Count of Carcassonne (Der Graf von Carcassonne, 2004)
- Carcassonne — The River II (Der Fluss II, November 2005)
- Carcassonne — The Mini-Expansion (Winter 2006)
- Carcassonne — The Cult (Carcassonne – Die Kultstätte, 2008)
- Carcassonne — Tunnel (Carcassonne - Der Tunnel, 2009)
- Carcassonne – Crop Circles (Carcassonne - Die Kornkreise, 2010)
- Carcassonne – The Plague (Carcassonne – Die Pest, 2010)
- Carcassonne — The Festival (2011)
- Carcassonne — The Phantom (2011)
- Carcassonne Minis (2012)

## 참조
- http://thegaminggang.com/2012/06/carcasssonne-moving-to-z-man-games/ Miller, Elliott. "Carcassonne Moving to Z-Man Games". The Gaming Gang
- Schend, Steven E. (2007). "Carcassonne". In Lowder, James. Hobby Games: The 100 Best. Green Ronin Publishing. pp. 46–48. ISBN 978-1-932442-96-0.
- http://www.boardgamegeek.com/game/822